# Eduardo Saborit Pérez
Eduardo Saborit Pérez (14 de mayo de 1911 - 5 de marzo de 1963) fue un guitarrista y compositor cubano.

## Historia
1911 El desarrollo de la cultura en Campechuela, Cuba  se manifestaba en lo fundamental a través de agrupaciones de pequeño formato y la existencia de pequeñas aulas donde se impartía música como principal arte de la zona. Maestros de esta especialidad como Eduardo Saborit (padre), Crecencio Rosales y Manuel Apronianio Jerez Hidalgo hacían de niños y jóvenes verdaderos virtuosos de la música de la época, sobre todo la clásica (para el aprendizaje) y la popular, muy usada en las fiestas del momento.
1912 Integró,la Banda Municipal de Música donde tocaba su padre, su instrumento era la flauta.
1935 Los amplios conocimientos musicales e interpretativos, logrados ya por estos años, hacen que Eduardo Saborit sea solicitado para actuar como guitarrista clásico en la ciudad de Santa Clara, es acogido en la Radioemisora Cadena Azul, se relaciona con destacadas personalidades de la música como Sindo Garay y Agustín Lara.

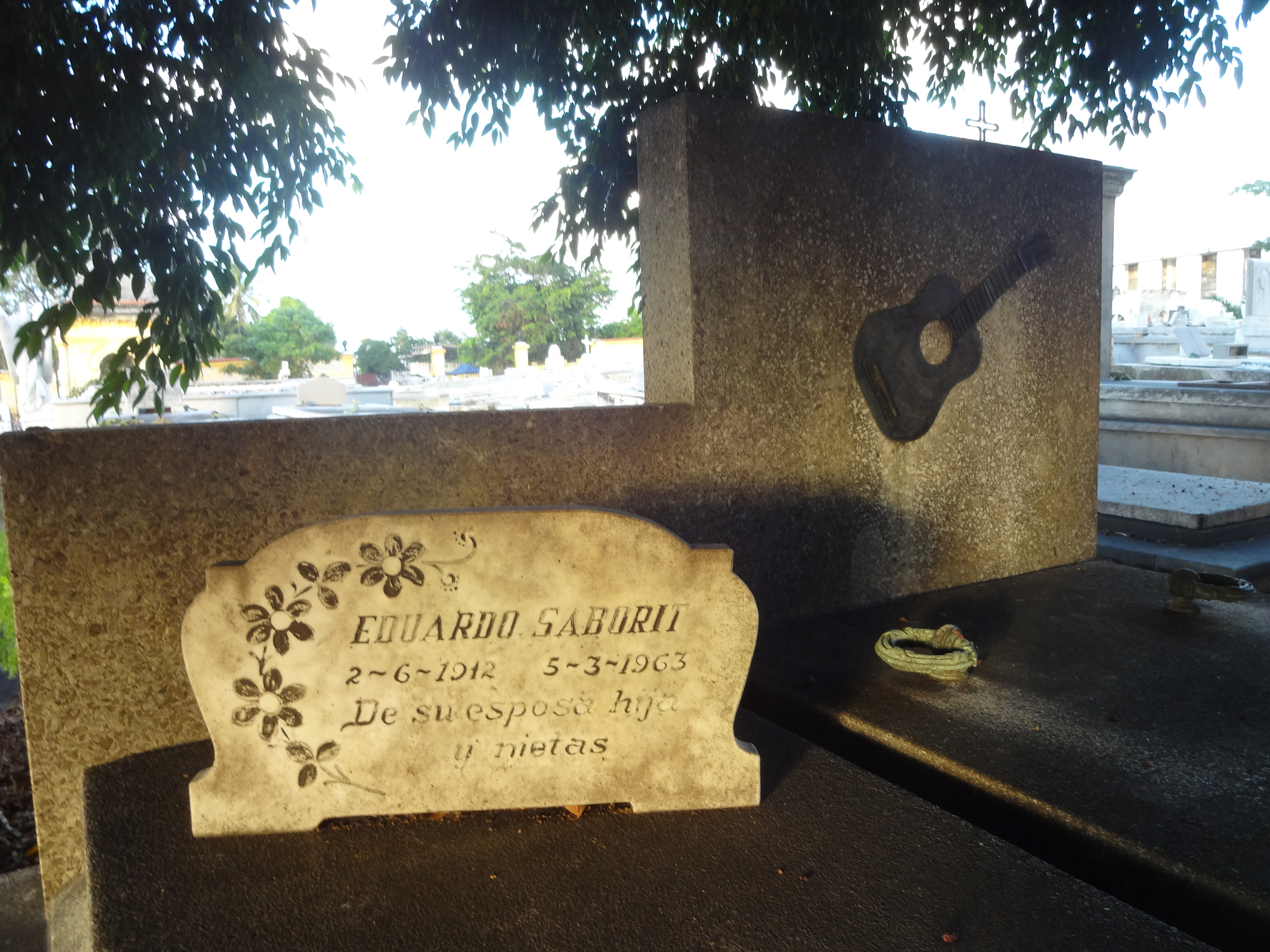
Tumba

Le sigue la CMHI, Cadena Azul, en Santa Clara, propiedad de Amado Trinidad. Cuando esta planta se integra a la cadena radial radicada en La Habana, su dueño solicita a Luis Raga el acompañamiento con guitarra de las décimas de Vicente Morín en las famosas Aventuras de Pepe Cortés,escritas por el libretista cubano Aramis Del Real. Finalmente, es Saborit quien asume esa función en la RHC, Cadena Azul capitalina y deviene su artista exclusivo.